# كريستينا كاميرون
كريستينا كاميرون هي كاتِبة كندية، ولدت في القرن العشرين في تورونتو في كندا.